# Confoederatio cum principibus ecclesiasticis

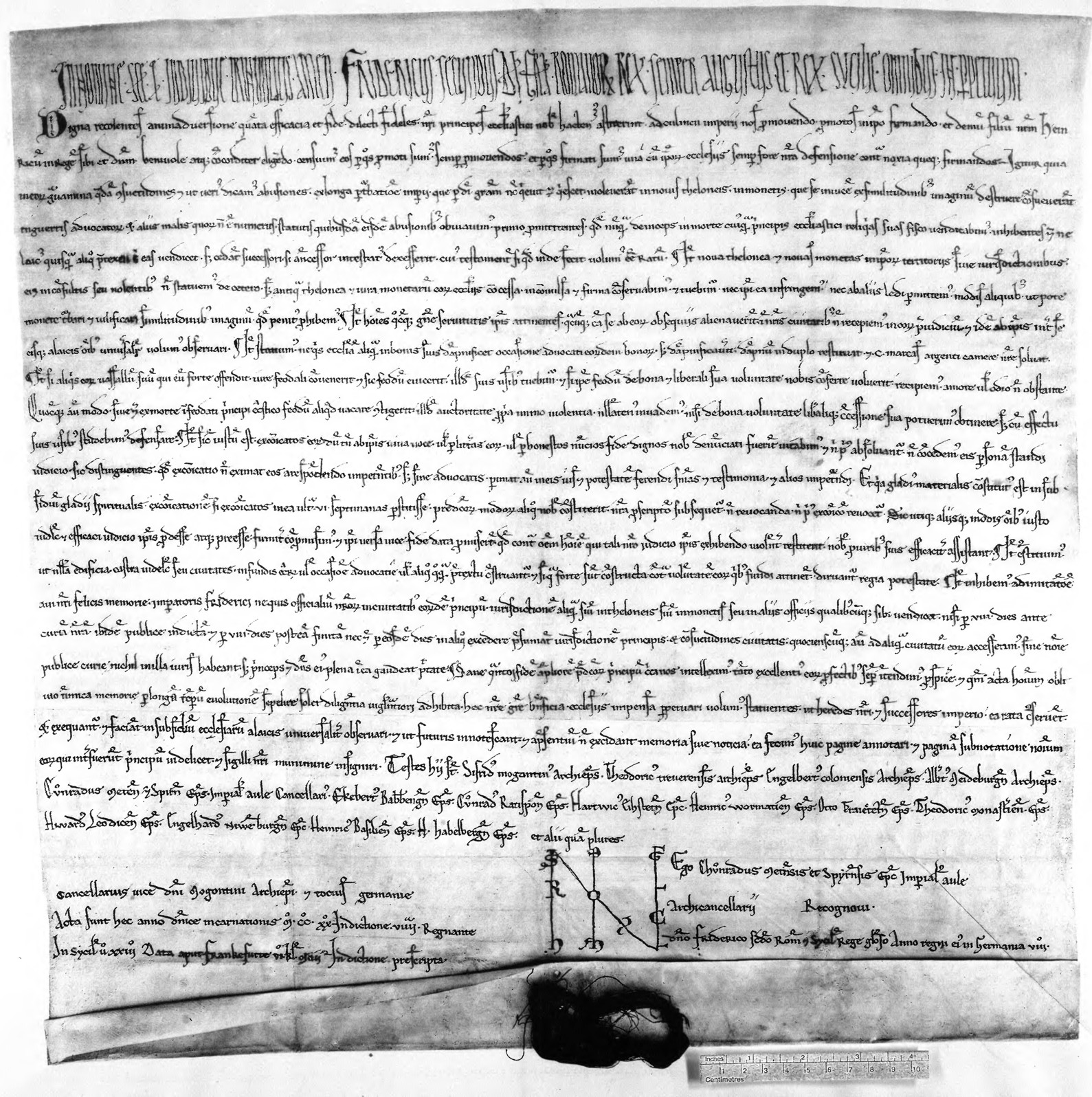
Ausfertigung des Privilegs für den Bischof von Eichstätt

Die Confoederatio cum principibus ecclesiasticis (Bündnis mit den Fürsten der Kirche) vom 26. April 1220 gilt als eine der wichtigsten Rechtsquellen des Heiligen Römischen Reiches auf deutschem Gebiet.

## Entstehung
Friedrich II. erließ dieses Gesetz 1220 in Frankfurt am Main als Zugeständnis an die deutschen Bischöfe für deren Mitwirkung bei der Wahl von Friedrichs Sohn Heinrich (VII.) zum König.

## Inhalt
In diesem Gesetz trat Friedrich II. wichtige Regalien, d. h. Königsrechte, an die geistlichen Fürsten ab. Unter anderem verzichtete er darauf, in Territorien der Bischöfe im deutschen Teil des Heiligen Römischen Reiches Münzen oder Zölle einzurichten, Burgen und Städte zu errichten, Dienstmannen zu entfremden oder die  Spolien einzuziehen. Die Beachtung der Urteile an Gerichten geistlicher Fürsten seitens Kaiser und König wird den geistlichen Landesherrn zugesichert. Ferner versprach er für die gefällten Urteile Hilfe bei der Vollstreckung durch den König oder Kaiser. Mit dem Schuldspruch durch die geistlichen Gerichte war automatisch auch die Verurteilung und Bestrafung durch königliche oder kaiserliche Gerichte verbunden. So folgte dem Ausspruch des Kirchenbanns durch ein geistliches Gericht stets die Verhängung der Reichsacht durch den König oder Kaiser.

## Folgen
Der Erlass dieses Gesetzes stärkte die Macht und die Machtausübung der geistlichen Territorialfürsten gegenüber dem Reich und den Städten außerordentlich. Die Landesherrschaft durch (zunächst geistliche) Fürsten wurde auf Kosten der königlichen Zentralmacht gefestigt. Mit dem Statutum in favorem principum wurde im Mai 1232 auch den weltlichen Fürsten die obigen Rechte überlassen.
Das Gesetz war ein weiterer Meilenstein in dem langfristigen Prozess der Territorialisierung in Deutschland und bildet eine historische Grundlage zu dessen Föderalismus.

## Forschung
Während man in der Forschung des 19. Jahrhunderts in diesem Erlass und dem folgenden Privileg Statutum in favorem principum den entscheidenden Schritt zum deutschen Partikularismus sah, wird in der neueren Forschung betont, dass in beiden Privilegien lediglich die bereits seit einigen Jahrzehnten von den geistlichen und weltlichen Fürsten wahrgenommenen Rechte förmlich anerkannt und bestätigt wurden. Die Regalienhoheit war demnach im Verlauf eines Prozesses von der Ebene des Königs auf die Ebene der Fürsten übergegangen, und zum Zeitpunkt der beiden Erlasse waren die genannten Regalien bereits fürstliche Gewohnheitsrechte – wenn sie auch erst durch die beiden Privilegien schriftlich festgelegt wurden. Beide Privilegien sind jedenfalls wichtige Zeugnisse der deutschen Verfassungsgeschichte.